# Хованский, Александр Николаевич
Князь Алекса́ндр Никола́евич Хова́нский (4 (15) июня 1771 — 6 (18) февраля 1857) — управляющий всеми отделами Государственного ассигнационного банка и Экспедицией заготовления государственных бумаг. Один из последних в истории носителей чина камергера.

## Биография
Родился 4 (15) июня 1771 года. Происходил из княжеского рода Хованских, ведущего начало от великого князя литовского Гедимина. Внук елизаветинского придворного князя В. П. Хованского. Сын полковника князя Николая Васильевича Хованского (1733—1777) от его брака с Марией Николаевной Щепотьевой (1739—1798). Его старшая сестра Екатерина Николаевна была женой сенатора Ю. А. Нелединского. Братья Николай Николаевич — генерал-майор, Сергей Николаевич — статский советник и симбирский гражданский губернатор.
В 1786 году был зачислен в лейб-гвардии Преображенский полк сержантом, в 1792 году в чине прапорщика переведен в Семёновский полк. В 1794 году был пожалован в камер-юнкеры императорского двора. В 1796 году перешел на гражданскую службу. С 1797 года — советник в правлении Государственного ассигнационного банка. В 1800 году служил в Московском отделении ассигнационного банка, спустя два года вторично занял должность советника правления банка.
В 1803 году пожалован в действительные камергеры. В 1806 году назначен управляющим Санкт-Петербургской учётной конторой по товарам. С 1816 года — управляющий всеми отделами Государственного ассигнационного банка, с 1818 года — управляющий Экспедицией заготовления государственных бумаг. В 1819 году был пожалован в тайные советники, в 1826 году — в сенаторы, а в 1850 году вышел в отставку. Перед отставкой занимал наивысшее положение среди всех тайных советников Российской империи по старшинству пожалования в этот чин.
По 1854 год являлся почётным членом Санкт-Петербургского совета приютов.
В отношении высшего чина Хованского имеются различные сведения. В книге Н. Е. Волкова «Двор русских императоров в его прошлом и настоящем», изданной в 1900 году, указан чин действительного тайного советника, в официальном издании, вышедшем в свет в 1854 году (после отставки Хованского, но при его жизни), указан чин тайного советника.
Умер 6 (18) февраля 1857 года. Похоронен на Лазаревском кладбище Александро-Невской лавры.

Декабрист А. П. Беляев писал о князе Хованском:
Был замечателен своей глубокой религиозностью, своей благочестивою, вполне христианскою жизнью, и это – среди мира, среди его суеты и обольщений, которые не касались ни его сердца, ни его ума. Он несколько раз в году говел и преобщался к святой тайне и, можно сказать, был живым свидетельством, что и среди мира можно быть человеком Божьим.

## Интересный факт
Н. В. Гоголь в своей поэме Мертвые души в 11-й главе при описании служебных действий главного героя использует выражение «известные рекомендательные письма за подписью князя Хованского». Это выражение является ироническим обозначением взятки. Появление этого выражения связано с деятельностью А. Н. Хованского в качестве руководителя Экспедиции заготовления государственных бумаг, которая занималась, в частности, изготовлением бумажных денег.